# 布拉斯拉夫

布拉斯拉夫（羅馬化：Braslaŭ）是白俄羅斯維捷布斯克州城鎮，為布拉斯拉夫區首府；位於首都明斯克西北240公里，距離州府維捷布斯克220公里，2010年人口9,500人。第二次世界大戰期間，納粹德國在1941年6月27日佔領該鎮。

## 外部連結
- Official web-site
- Photos on Radzima.org （页面存档备份，存于）